# لیپه (استان اشوی‌داشکسیه)
لیپه (به لهستانی: Lipy) یک منطقهٔ مسکونی در لهستان است که در گمینا خمیلنگک (استان اشوی‌داشکسیه) واقع شده‌است.